# 開闔
開闔（かいこう）とは、平安時代以後に公武の機関に設置された役職の1つ。書類・文書の出納・勘査を行うことを職掌としていた。機関内部においてはおおよそ中級の地位にあったが、事務・実務部門における事実上の責任者の地位にあった。
平安時代の朝廷には和歌所や御書所、記録所などに設置され、院庁や摂関家の文殿にも設置されていた。鎌倉幕府の引付には奉行人の上首が開闔となり、議事進行の実務を行った。この制度は室町幕府の内談衆にも継承され、侍所などにも設置された。なお、政所においては特に「執事代」と称されていた。室町幕府の後期には侍所開闔は松田氏と飯尾氏が、政所執事代は蜷川氏（政所執事伊勢氏の被官）が占めるようになった。また、神宮方など室町幕府の他の機関にも設置が確認される。
侍所では文明18年（1486年）以降、長官である所司とそれを補佐する所司代が空席のままになってしまったため、開闔が事実上の責任者として検断業務を行うようになった。。